# ناناكو مينو
لاستخدامات أخرى لمينو انظر مينو (توضيح)

ناناكو مينو. لقطة مأخوذة من الحلقة 129.

ناناكو مينو شخصية خيالية من سلسلة أمير التنس لبرامج الأطفال.
مينو هي طالبة معهد في طوكيو، وليست في جامعة ويبدو أنها تدرس في معهد خاص للفتيات! الطالبة جميلة ومخلصة ومؤدبة تخاطب الجميع بكلمة سيد حتى أخيها الصغير.

## الصوت
يقوم بتأدية النسخة اليابانية من مينو الممثلة ريسا ميزونو
أما المسلسل الإنجليزي فصوت مينو تقوم به ستفاني شه والتي تقوم أيضا بدور قائدة المشجعات الرياضيات لابسات القمصان البيضاء والتنانير الحمراء توموكو أوساكادا.